# اینیاگو چارئو
اینیاگو چارئو (اسپانیایی: Íñigo Chaurreau‎؛ زادهٔ ۱۴ آوریل ۱۹۷۳) دوچرخه‌سوار اهل اسپانیا است. وی در مسابقات تور دو فرانس شرکت کرده است.